# 全缘萼假杜鹃
全萼假杜鹃（学名：Barleria integrisepala）是爵床科假杜鹃属的植物，为中国的特有植物。分布于中国大陆的四川等地，生长于海拔1,900米至2,000米的地区，多生长在江边草丛中，目前尚未由人工引种栽培。